# Ryan Jones
Pour les articles homonymes, voir Jones.

a Compétitions nationales et continentales officielles uniquement.

b Matchs officiels uniquement.
Dernière mise à jour le 23 février 2017.
Ryan Paul Jones, né le 13 mars 1981 à Newport, est un joueur de rugby à XV, qui joue avec l'Équipe du pays de Galles de rugby à XV de 2004 à 2013 , évoluant au poste de troisième ligne.

## Biographie
Il dispute trois test matchs avec les Lions britanniques en 2005. Il dispute son premier test match le 6 novembre 2004, contre l'équipe d'Afrique du Sud. Ryan Jones a des blessures récurrentes à l'épaule entre 2005 et 2007. Il se fait opérer en 2007 et connaît par conséquent une saison blanche cette année-là. En janvier 2008, il est nommé capitaine de l'équipe du pays de Galles par le sélectionneur Warren Gatland. Le 8 mars 2008, il remporte avec l'équipe du pays de Galles la triple couronne, trophée mis en jeu entre les nations britanniques lors de chaque tournoi des 6 nations depuis 2006. Pour son premier tournoi en tant que capitaine, Ryan Jones et son équipe remportent le grand chelem 2008 du tournoi des 6 nations. C'est le 10e grand chelem de l'histoire du pays de Galles. Il est marié depuis 2009 à Aisla, kinésithérapeute de l'équipe de football de Swansea.
Jones arrête sa carrière en 2015. Souffrant ensuite de dépression selon un premier diagnostic, celui-ci est modifié en démence précoce en décembre 2021 à la suite d'apparitions de symptômes tels que des troubles de la mémoire à court terme ou des difficultés à trouver ses mots. L'origine de cette démence pourrait être une encéphalopathie traumatique chronique, conséquence de l'accumulation des coups reçus sur sa tête durant sa carrière,.

## Palmarès

### En club
- Vainqueur de la Celtic League/Pro12 en 2005, 2007, 2010 et 2012
- Vainqueur de la coupe anglo-galloise en 2008

### En équipe nationale
- Vainqueur du Tournoi des Six Nations en 2005 (Grand chelem), 2008 (Grand chelem), 2012 (Grand chelem) et 2013.
- Triple couronne en 2005, 2008 et 2012

## Statistiques

### En club
- 2001-2003 :  Bridgend RFC
- 2003-2004 :  Celtic Warriors
- 2004-2014 :  Ospreys
- 2014-2015 :  Bristol

### En équipe nationale
- 75 sélections
- 10 points (2 essais)
- Sélections par année : 3 en 2004, 8 en 2005, 5 en 2006, 11 en 2008 (capitaine), 9 en 2009, 10 en 2010, 12 en 2011, 12 en 2012 et 5 en 2013.
- Tournois des Six Nations disputés : 2005, 2006, 2008, 2009, 2010, 2011, 2012, 2013
- En coupe du monde :
  - 2011 : 4 matchs (Namibie, Fidji, France et Australie)

### Avec les Lions britanniques
- 3 sélections en 2005